# Liste von sequenzierten eukaryontischen Genomen

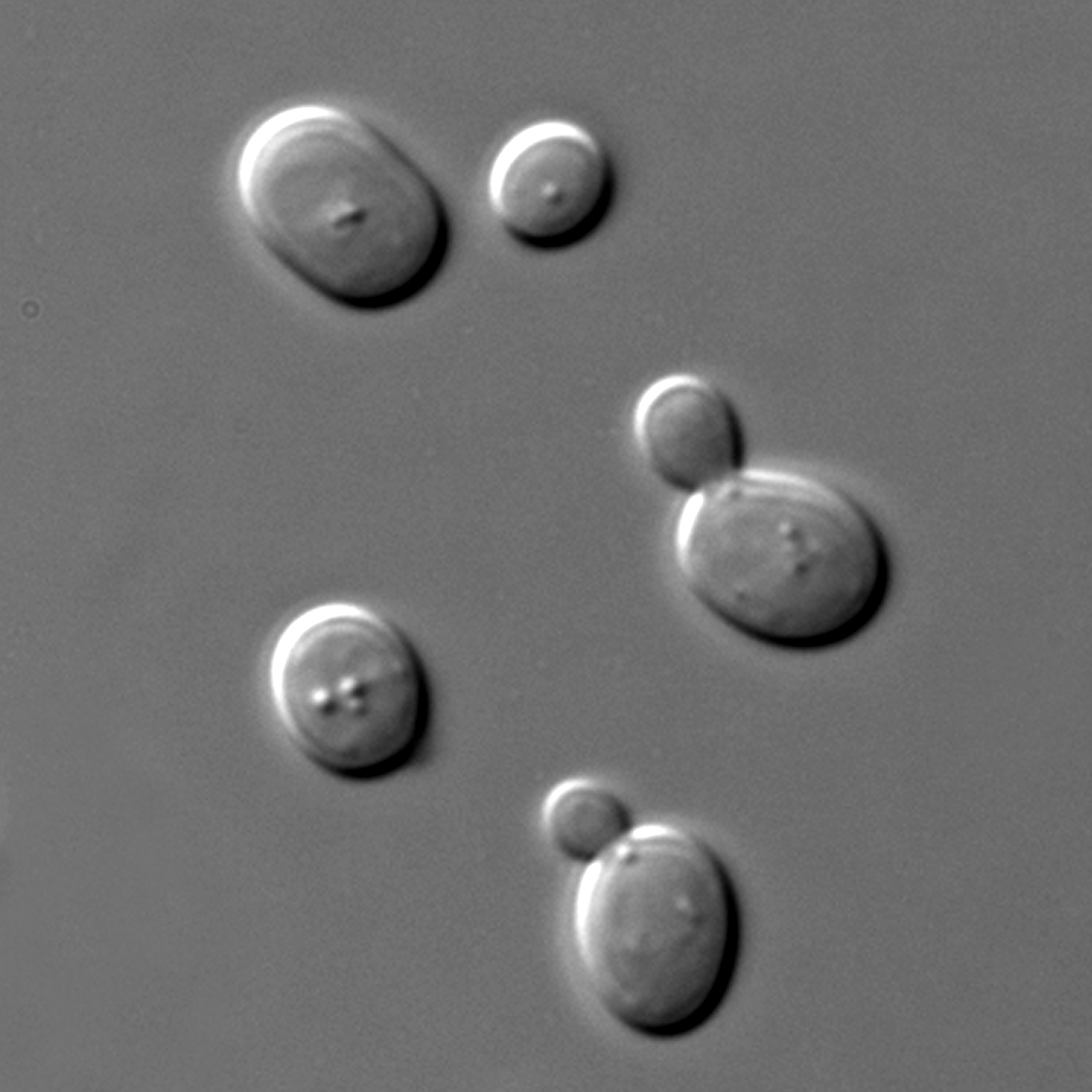
Backhefe

Der Fadenwurm Caenorhabditis elegans unter dem Mikroskop.

Diese Liste von sequenzierten eukaryontischen Genomen umfasst Eukaryonten, das sind Lebewesen mit Zellkern, deren Genom sequenziert wurde.
Kleinere DNA-Bruchstücke wurde erstmals 1977 sequenziert, das heißt ihre Basensequenz wurde mit Hilfe von DNA-Sequenzierung ermittelt. Nach und nach wurde die DNS von ganzen Genomen verschiedener Organismen sequenziert. Die erste Sequenzierung des vollständigen Genoms eines Lebewesens gelang 1995 mit dem Bakterium Haemophilus influenzae. Die so ermittelten Basensequenzen werden über das Internet, unter anderem vom NCBI, bereitgestellt. 
1996 wurde mit der Backhefe (Saccharomyces cerevisiae), die zu den Pilzen gehört, das erste Genom eines Eukaryonten veröffentlicht und 1998 wurde mit dem zu den Tieren gehörenden Fadenwurm Caenorhabditis elegans das erste Genom eines Mehrzellers veröffentlicht. 
Die Forschung konzentrierte sich zunächst auf die Sequenzierung von Organismen, die entweder für die Grundlagenforschung oder die für die anwendungsorientierte, medizinisch-pharmazeutische Forschung von besonderem Interesse sind. Solche eukariontische Organismen sind in dieser Liste zu finden. Mit dem Fortschritt der Technik wurde die Sequenzierung immer schneller und einfacher, so dass inzwischen das Genom von über 50.000 (Stand: 2020) verschiedenen Organismen analysiert werden konnte.

## Pilze
Aufgelistet sind die fünf Pilze, deren Genom zuerst sequenziert wurde.
| Organismus                              | Typ                  | Relevanz                                                   | Größe des Genoms | vorhergesagte Anzahl von Genen | Organisation                                                                                            | Jahr der Sequenzierung |
| --------------------------------------- | -------------------- | ---------------------------------------------------------- | ---------------- | ------------------------------ | --- | ---------------------- |
| Saccharomyces cerevisiae Strain:S288C   | Backhefe             | Backhefe; Modellorganismus Eukaryont                       | 12.1 Mb          | 6 294                          | International Collaboration for the Yeast Genome Sequencing                                             | 1996                   |
| Encephalitozoon cuniculi                | Microsporidium       | Humanpathogen                                              | 2.9 Mb           | 1 997                          | Genoscope und Université Blaise Pascal                                                                  | 2001                   |
| Schizosaccharomyces pombe Strain:972h-  | Spalthefen           | Modellorganismus Eukaryont                                 | 14 Mb            | 4 824                          | Sanger Institute und Cold Spring Harbor Laboratory                                                      | 2002                   |
| Neurospora crassa                       | Sordariomycetes      | Modellorganismus Eukaryont                                 | 40 Mb            | 10 082                         | Broad Institute, Oregon Health, Science University, University of Kentucky und die University of Kansas | 2003                   |
| Phanerochaete chrysosporium Strain:RP78 | Stielporlingsartiger | Holzpilz für Verrottung, wird für Bioremediation verwendet | 30 Mb            | 11 777                         | Joint Genome Institute                                                                                  | 2004                   |

## Tiere
Aufgelistet sind die vier Tiere, deren Genom zuerst sequenziert wurde. Außerdem sind Säugetiere, deren Genom vor 2010 sequenziert wurde, in die Liste aufgenommen. 
| Organismus                               | Typ          | Relevanz                                                     | Größe des Genoms | vorhergesagte Anzahl von Genen | Organisation / Bemerkung                                                     | Jahr der Sequenzierung         |
| ---------------------------------------- | ------------ | ------------------------------------------------------------ | ---------------- | ------------------------------ | ---------------------------------------------------------------------------- | ------------------------------ |
| Caenorhabditis elegans Strain:Bristol N2 | Nematode     | Modellorganismus Tier                                        | 100 Mb           | 19 000                         | Washington University und das Sanger Institute                               | 1998                           |
| Drosophila melanogaster                  | Fruchtfliege | Modellorganismus Tier                                        | 165 Mb           | 13 600                         | Celera, UC Berkeley, Baylor College of Medicine, European DGP                | 2000                           |
| Homo sapiens                             | Primaten     | Mensch                                                       | 3.2 Gb           | 18 826 (CCDS consortium)       | Human Genome Project Consortium und Celera Genomics                          | Entwurf 2001 Vollständig 2006  |
| Anopheles gambiae Strain: PEST           | Stechmücke   | Verbreitung von Malaria                                      | 278 Mb           | 13 683                         | Celera Genomics und Genoscope                                                | 2002                           |
| Takifugu rubripes                        | Kugelfisch   | Wirbeltier mit kleinem Genom, japanischer Kugelfisch         | 390 Mb           | 22 000 – 29 000                | International Fugu Genome Consortium                                         | 2002                           |
| Mus musculus Strain: C57BL/6J            | Nagetiere    | Hausmaus                                                     | ca. 3 Gb         | 24 000                         |                                                                              | 2002                           |
| Rattus norvegicus                        | Nagetiere    | Wanderratte                                                  | 2.8 Gb           |                                |                                                                              | Entwurf 2004                   |
| Pan troglodytes                          | Primaten     | Schimpanse                                                   | 3.3 Gb           |                                |                                                                              | 2005                           |
| Canis familiaris                         | Canidae      | Haushund                                                     | 2.5 Gb           | 19 300                         |                                                                              | 2005                           |
| Ornithorhynchus anatinus                 | Säugetier    | Schnabeltier                                                 | 1.9 Bp           | 18 600                         |                                                                              | Entwurf 2007, vollständig 2021 |
| Monodelphis domestica                    | Beuteltiere  | Haus-Spitzmausbeutelratte                                    |                  | 18 000 - 20 000 Gene           | MIT und Harvard                                                              | 2007                           |
| Macaca mulatta                           | Primaten     | Rhesusaffe                                                   | 3.1 Bp           | 30 000                         |                                                                              | 2007                           |
| Felis catus                              | Felidae      | Hauskatze                                                    | 2.7 Mb           | 20 000                         |                                                                              | 2007                           |
| Wollhaarmammut                           | Elephantidae | Erste Sequenzierung des Genoms einer ausgestorbenen Tierart. | > 4Gb            |                                | 2008 rund 70 Prozent der Erbinformation entschlüsselt, 2015 komplettes Genom | 2008                           |
| Loxodonta africana                       | Elephantidae | Afrikanischer Elefant                                        |                  |                                |                                                                              | 2009                           |
| Equus caballus                           | Unpaarhufer  | Hauspferd                                                    | 2.5 Mb           |                                |                                                                              | 2009                           |
| Bos primigenius taurus                   | Paarhufer    | Hausrind                                                     | 2.7 Gb           | 22 000.                        | National Institutes of Health und das US Department of Agriculture           | 2009                           |

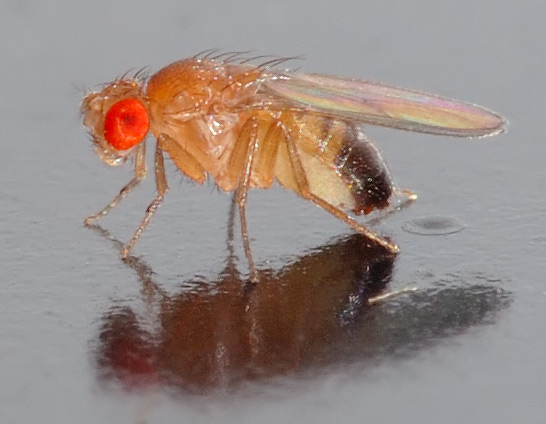
Fruchtfliege, Genom veröffentlicht 2000
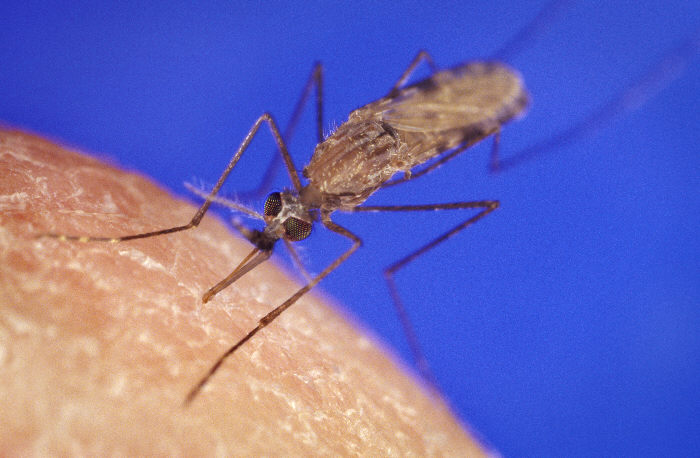
Anopheles-Mücke, 2000
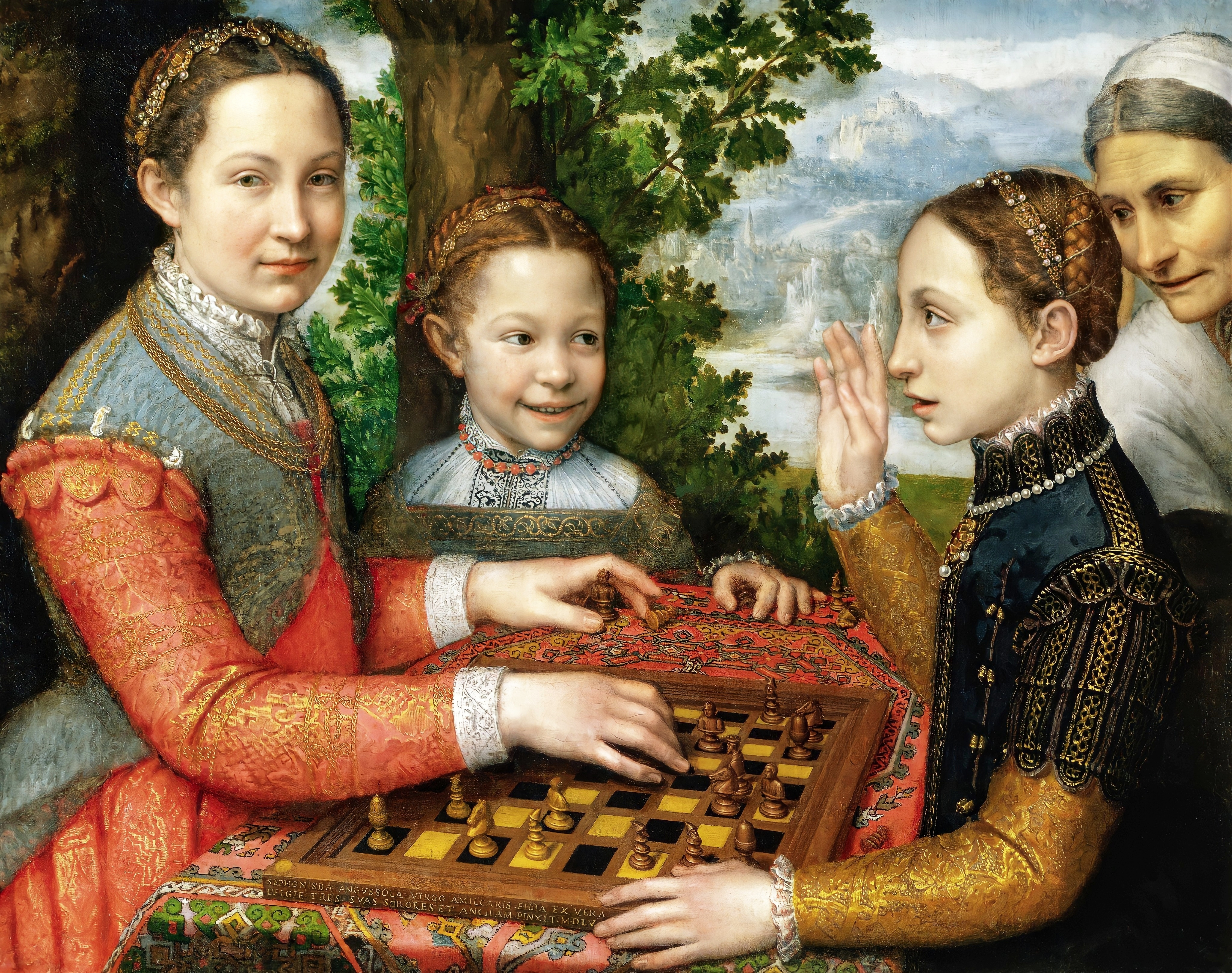
Mensch, 2001
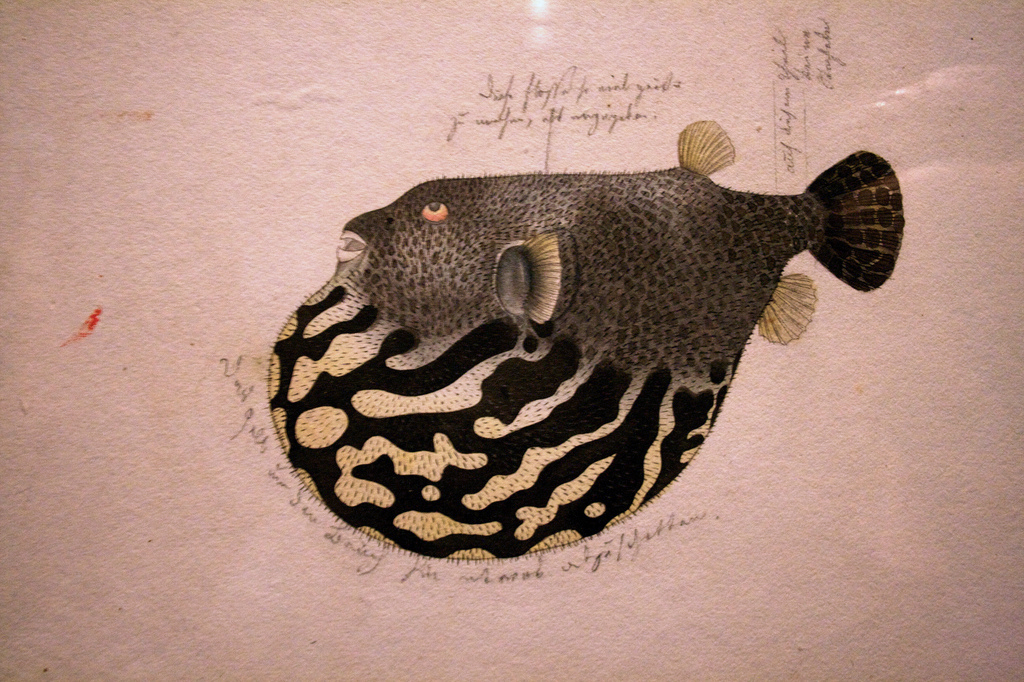
japanischer Kugelfisch, 2002
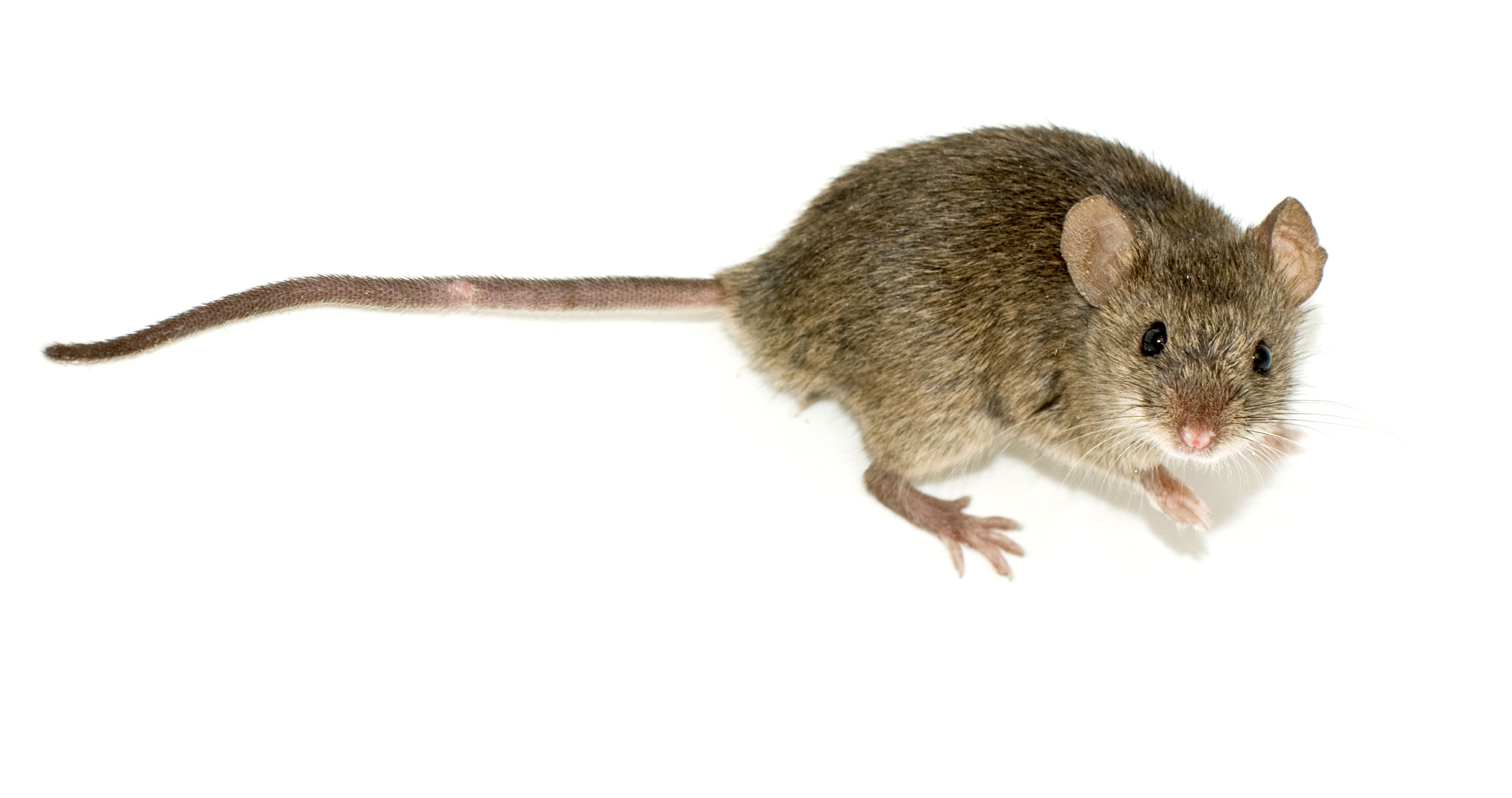
Hausmaus, 2002
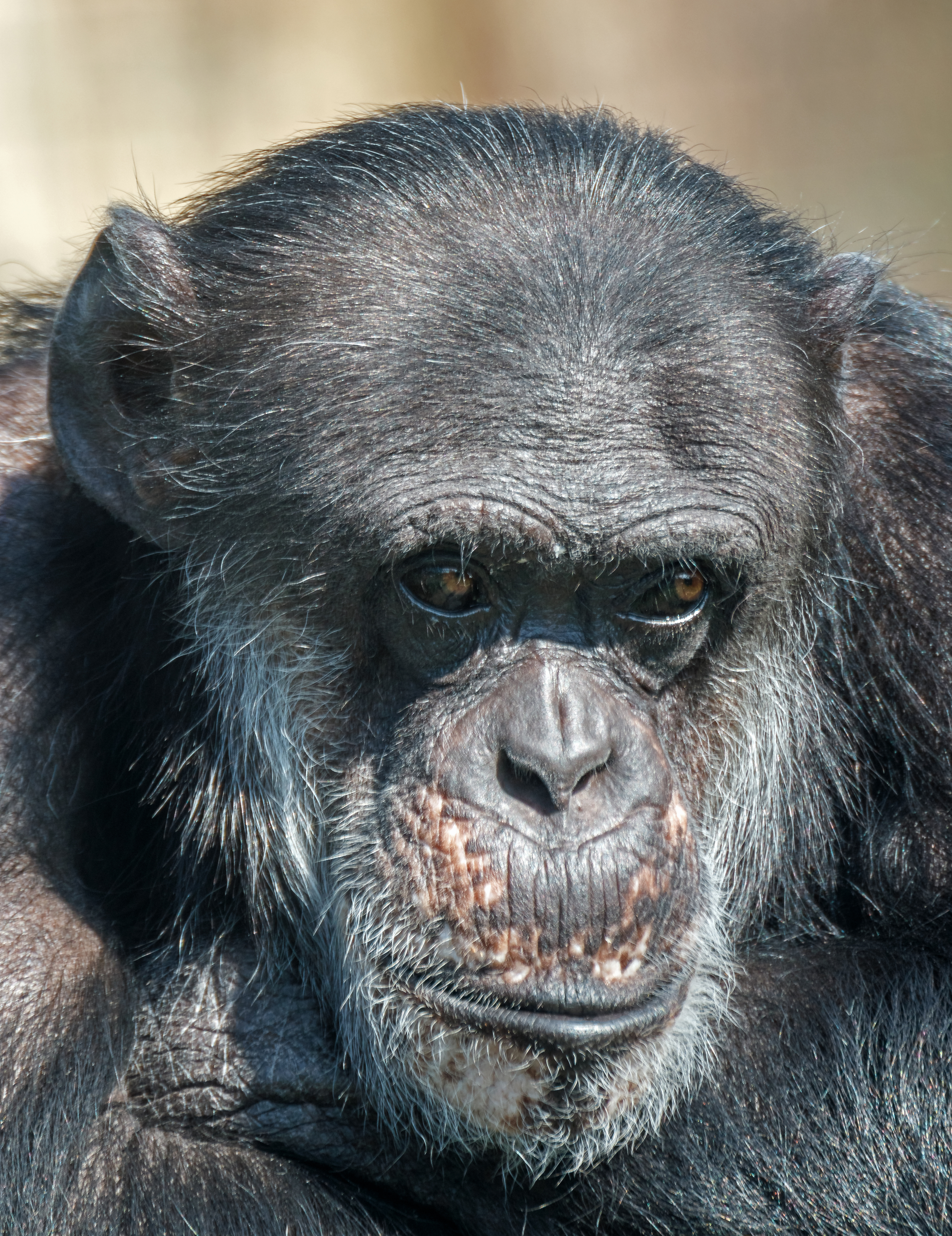
Schimpanse, 2005
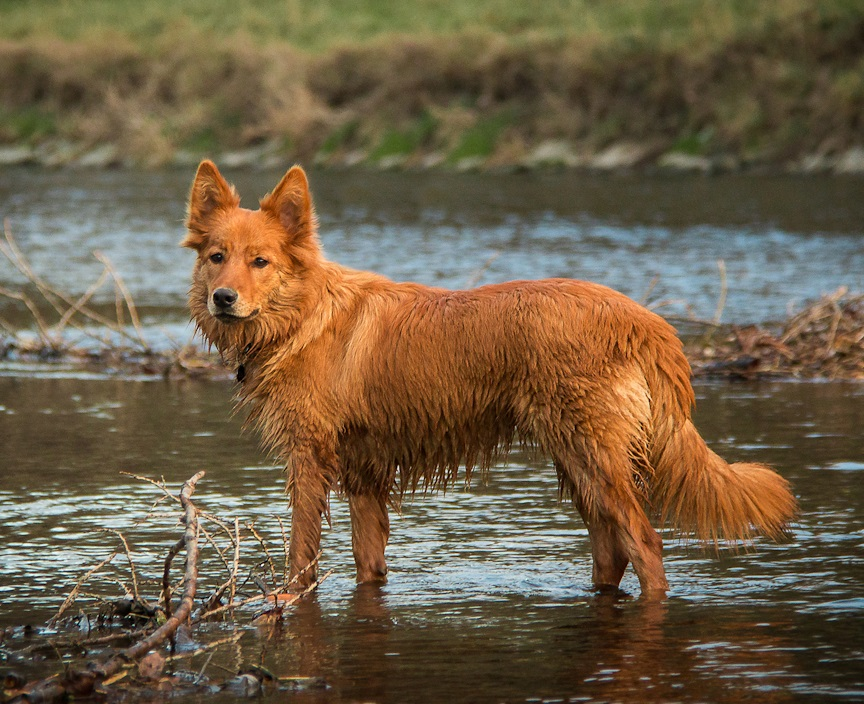
Haushund, 2005
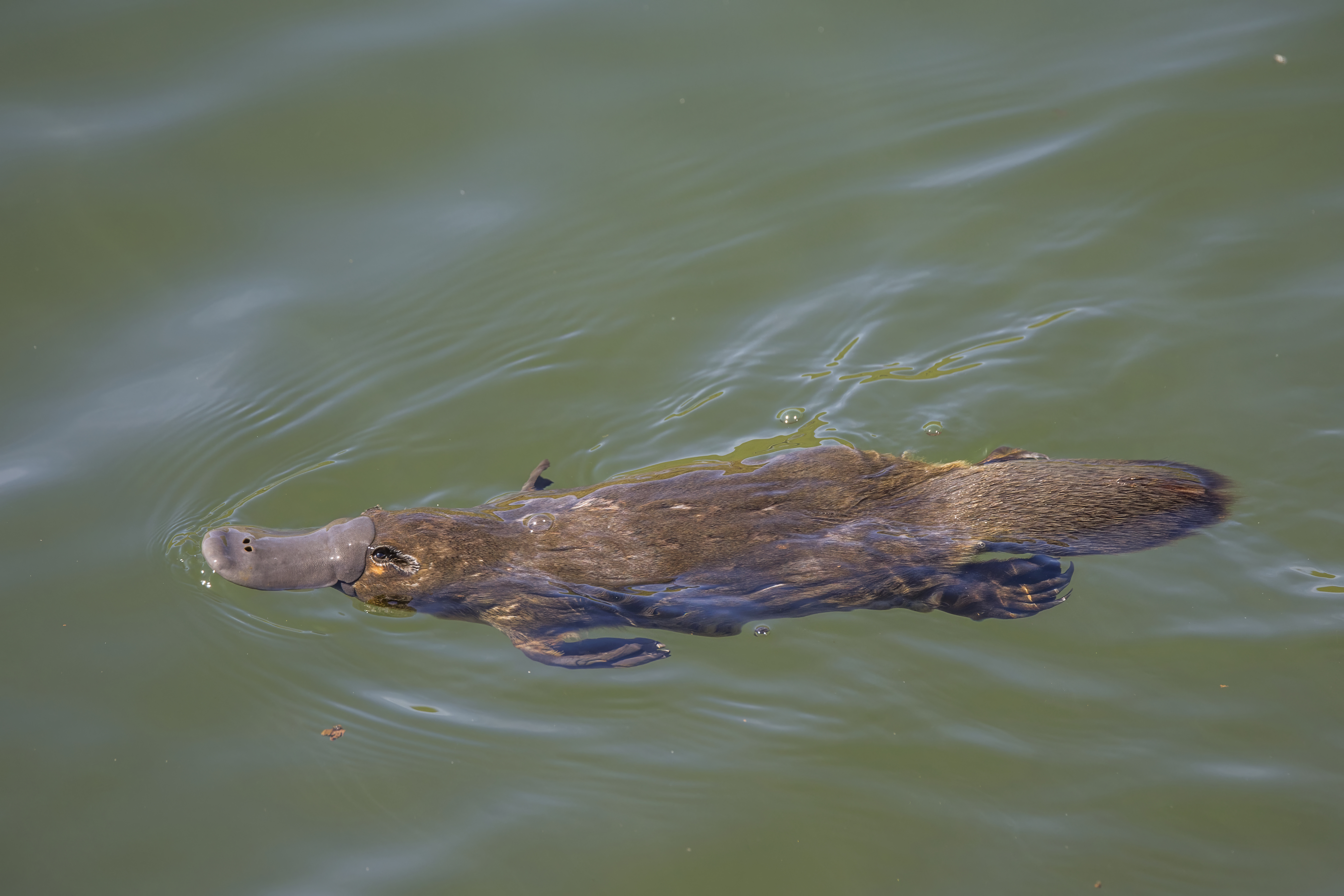
Schnabeltier, 2007
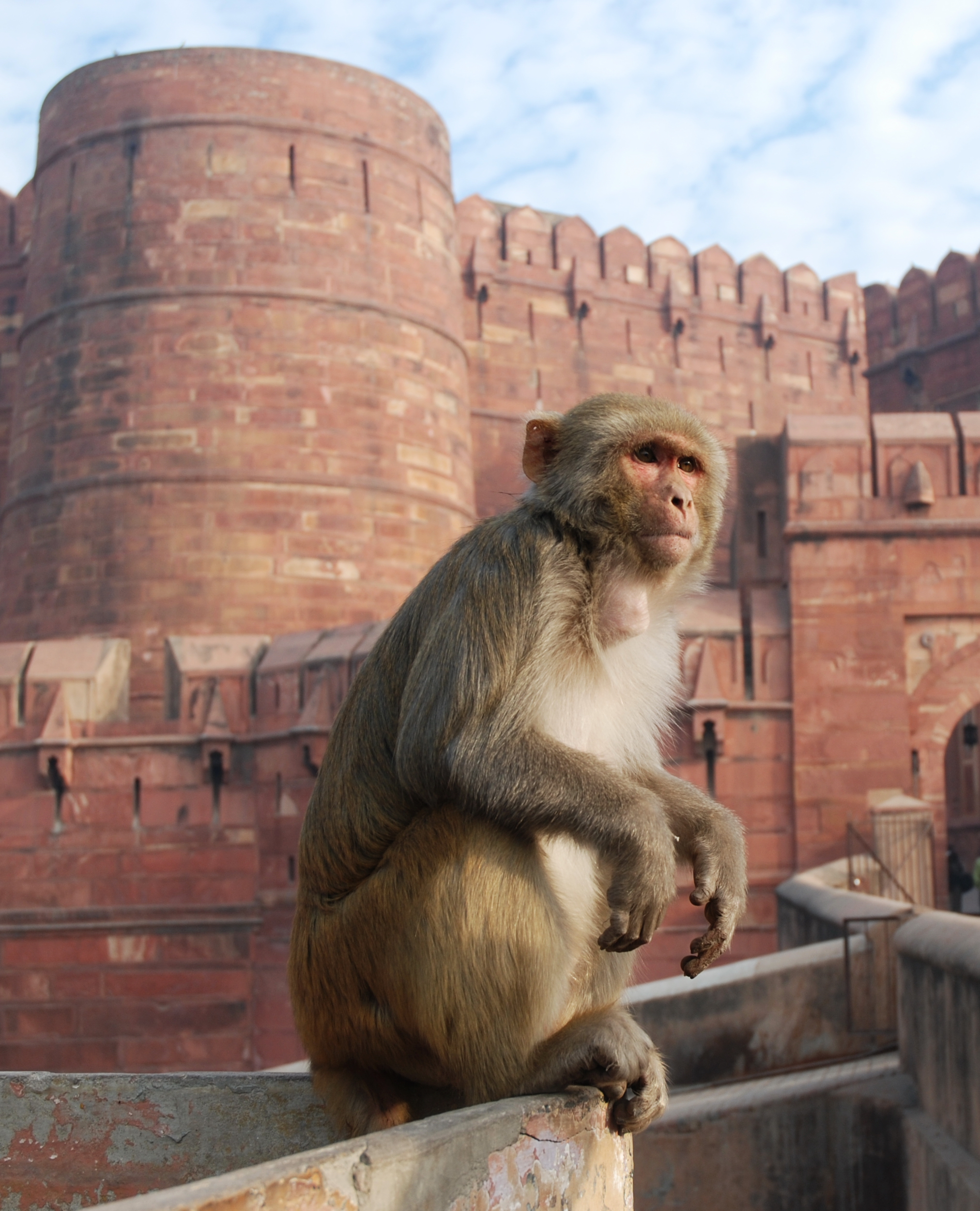
Rhesusaffe, 2007
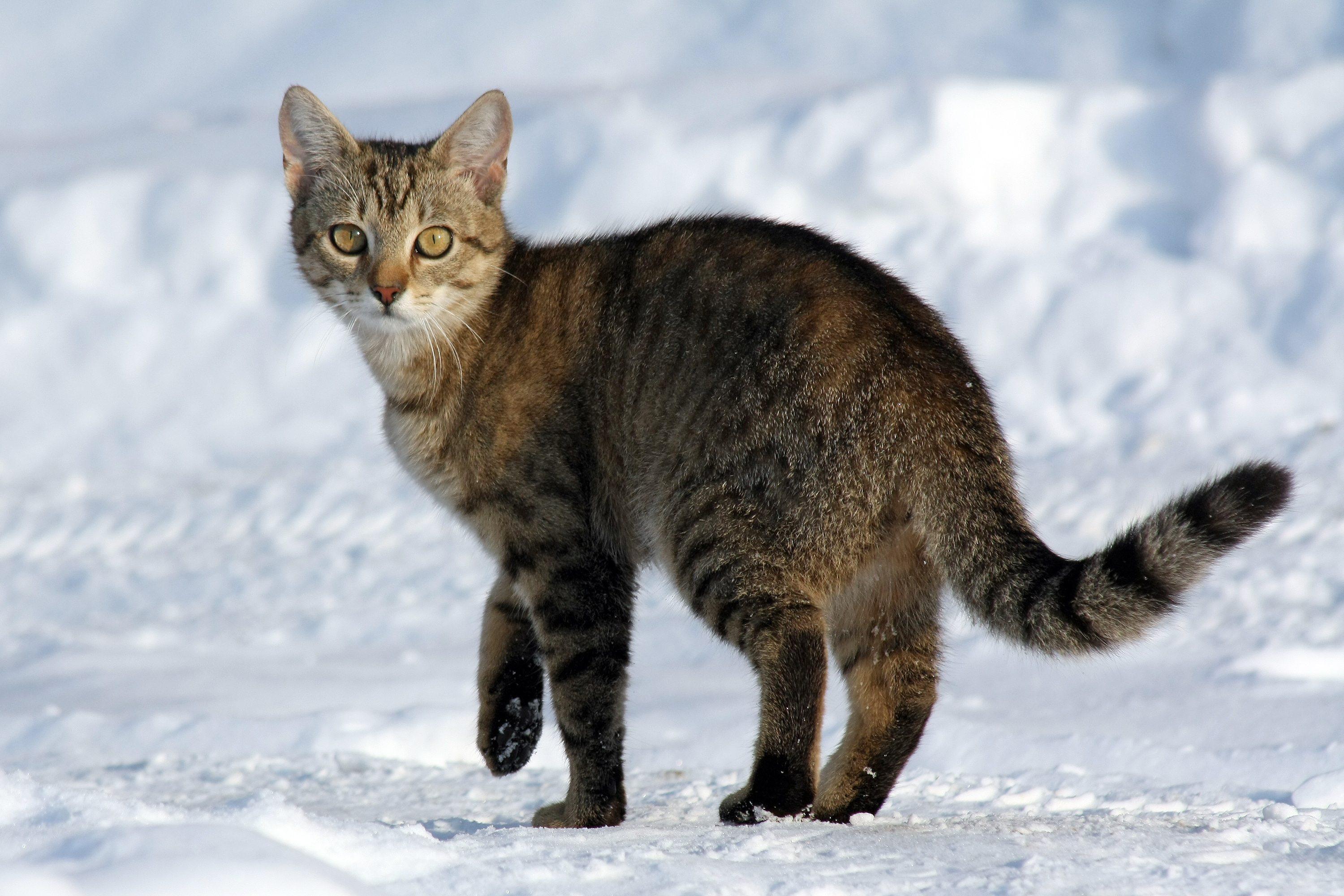
Hauskatze, 2007
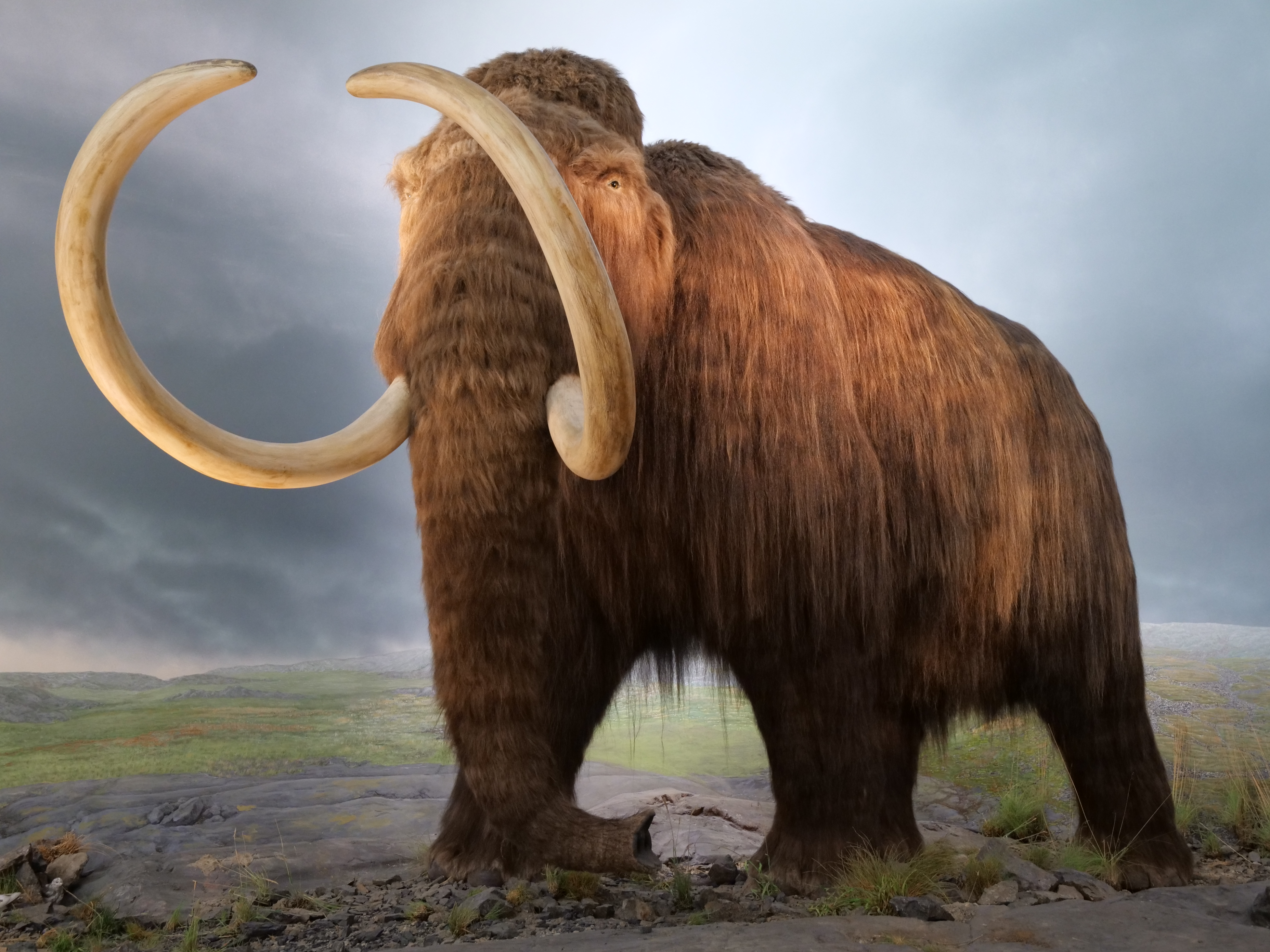
Wollhaarmammut, 2008
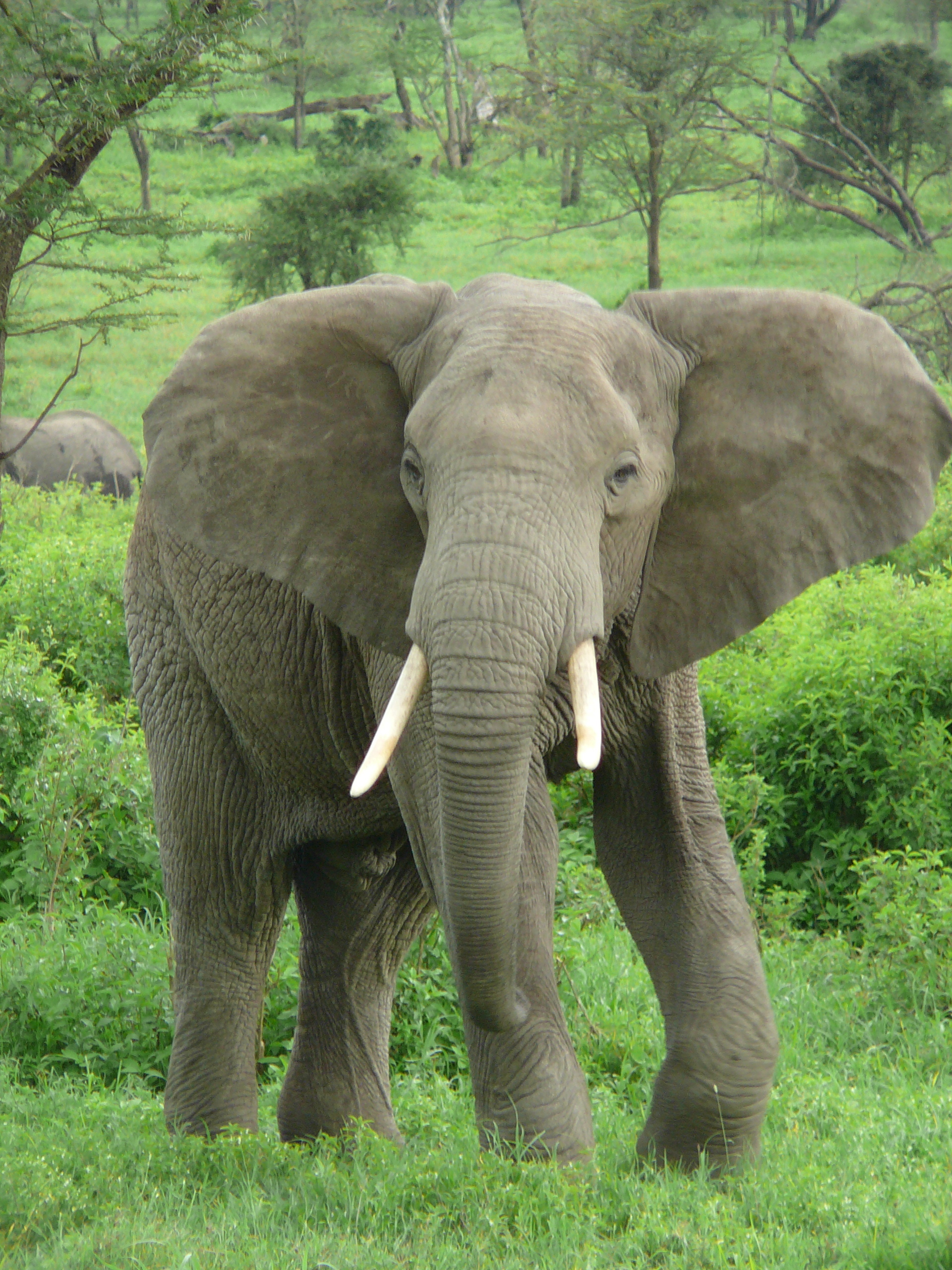
Afrikanischer Elefant, 2009
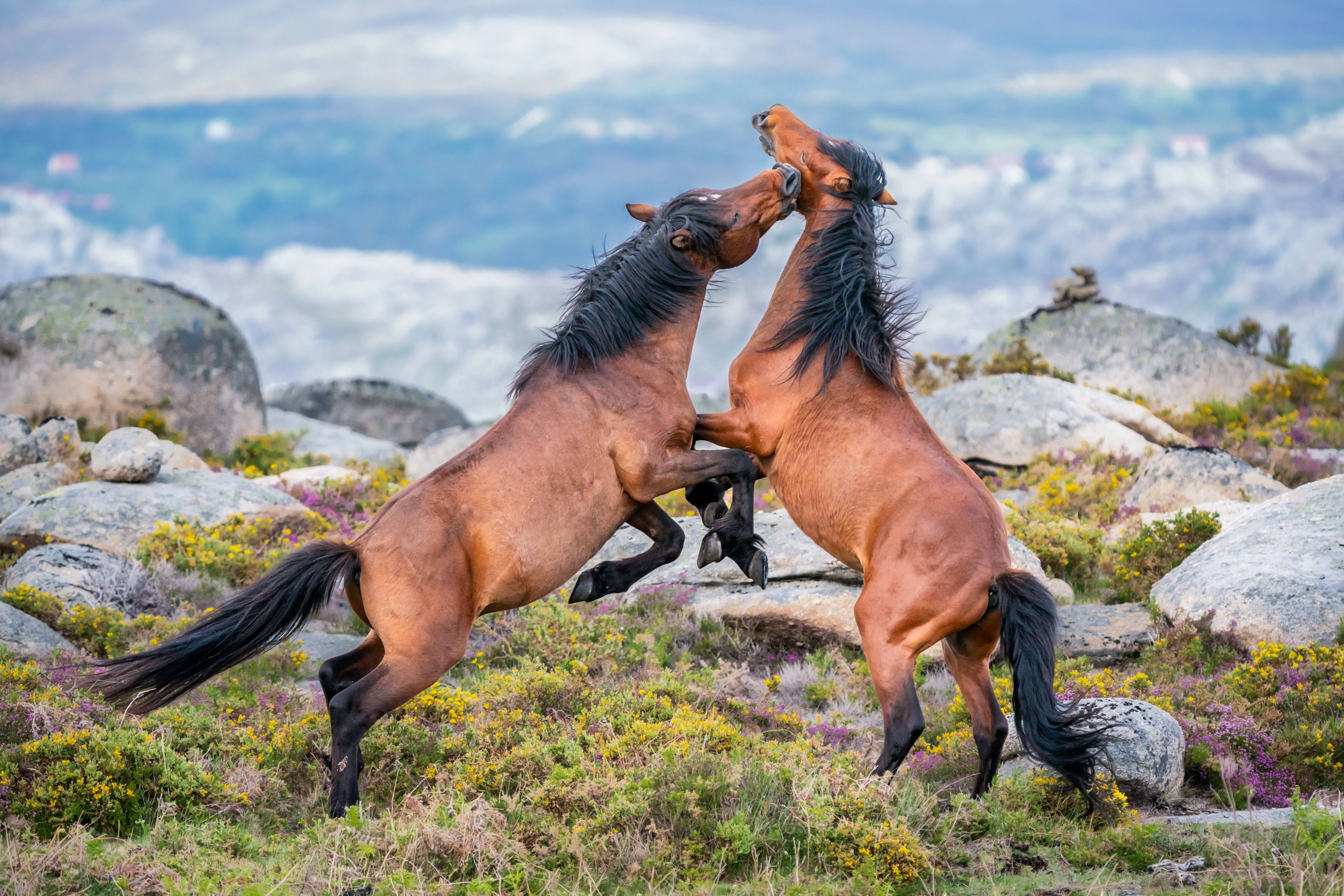
Hauspferd, 2009
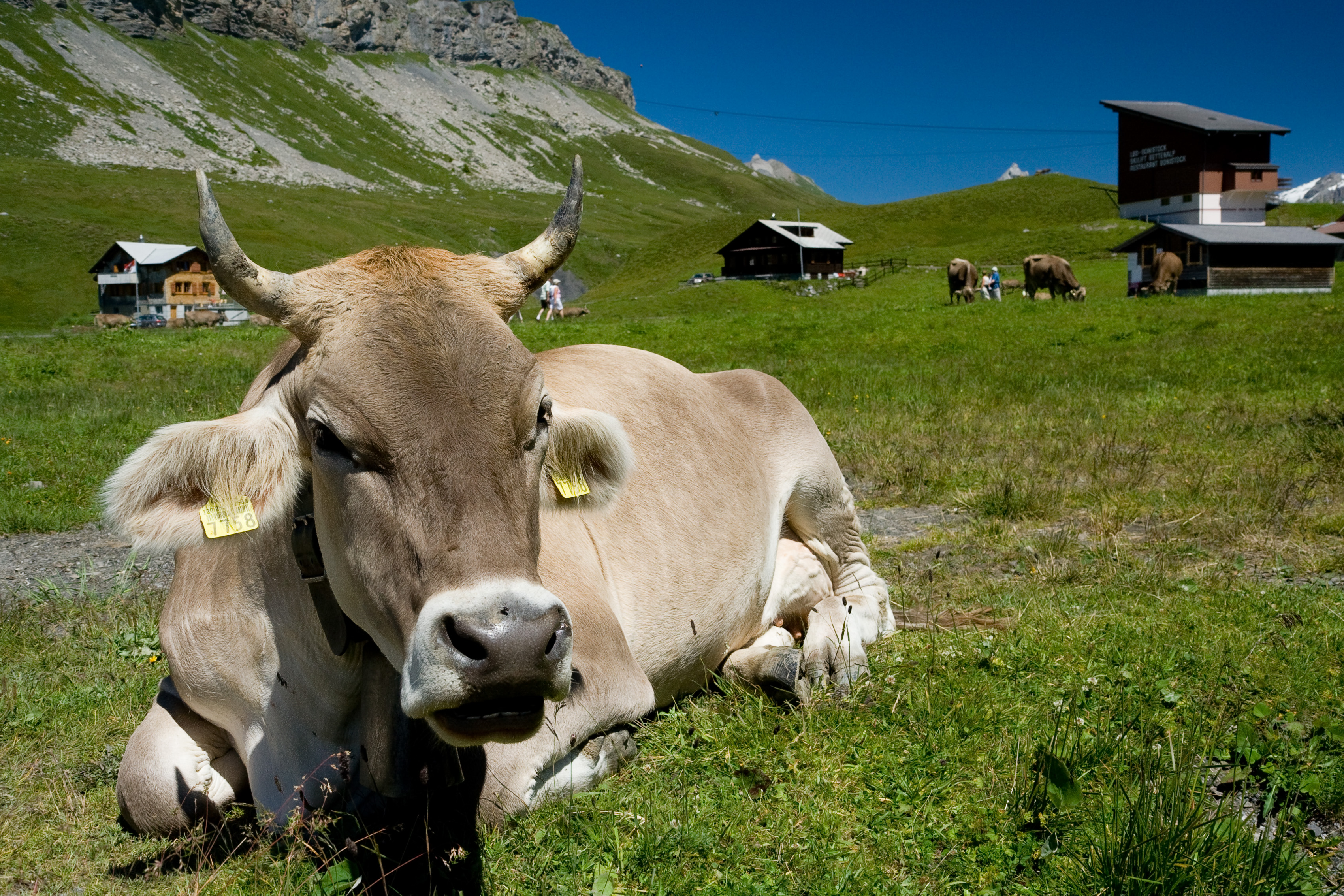
Hausrind, 2009

## Pflanzen
Aufgelistet sind die fünf Pflanzen, deren Genom zuerst sequenziert wurde.
| Organism                              | Typ              | Relevanz                                                                            | Größe des Genoms | Anzahl Chromosomen | vorhergesagte Anzahl von Genen | Organisation                                                                       | Jahr der Sequenzierung |
| ------------------------------------- | ---------------- | ----------------------------------------------------------------------------------- | ---------------- | ------------------ | ------------------------------ | ---------------------------------------------------------------------------------- | ---------------------- |
| Arabidopsis thaliana Ecotype:Columbia | Acker-Schmalwand | Modellorganismus, Unkraut                                                           | 135 Mb           | 5                  | 25 498,                        | Arabidopsis Genome Initiative                                                      | 2000                   |
| Oryza sativa ssp indica               | Reis             | Feldfrucht und Modellorganismus                                                     | 420 Mb           | 12                 | 32 000 - 50 000                | Beijing Genomics Institute, Zhejiang University und Chinese Academy of Sciences    | 2002                   |
| Cyanidioschyzon merolae Strain:10D    | Rotalge          | einfacher Eukaryont                                                                 | 16.5 Mb          | 20                 | 5 331                          | University of Tokyo, Rikkyo University, Saitama University und Kumamoto University | 2004                   |
| Ostreococcus tauri                    | Grünalge         | einfacher Eukaryont, kleines Genom                                                  | 12.6 Mb          | 20                 | 7 969 (UniProt)                | Laboratoire Arago                                                                  | 2006                   |
| Westliche Balsam-Pappel               | Pappel           | Kohlenstoffsenke, Modellorganismus Baum, Nutz-Holzart und Vergleich mit A. thaliana | 550 Mb           | 19                 | 45 555                         | The International Poplar Genome Consortium                                         | 2006                   |

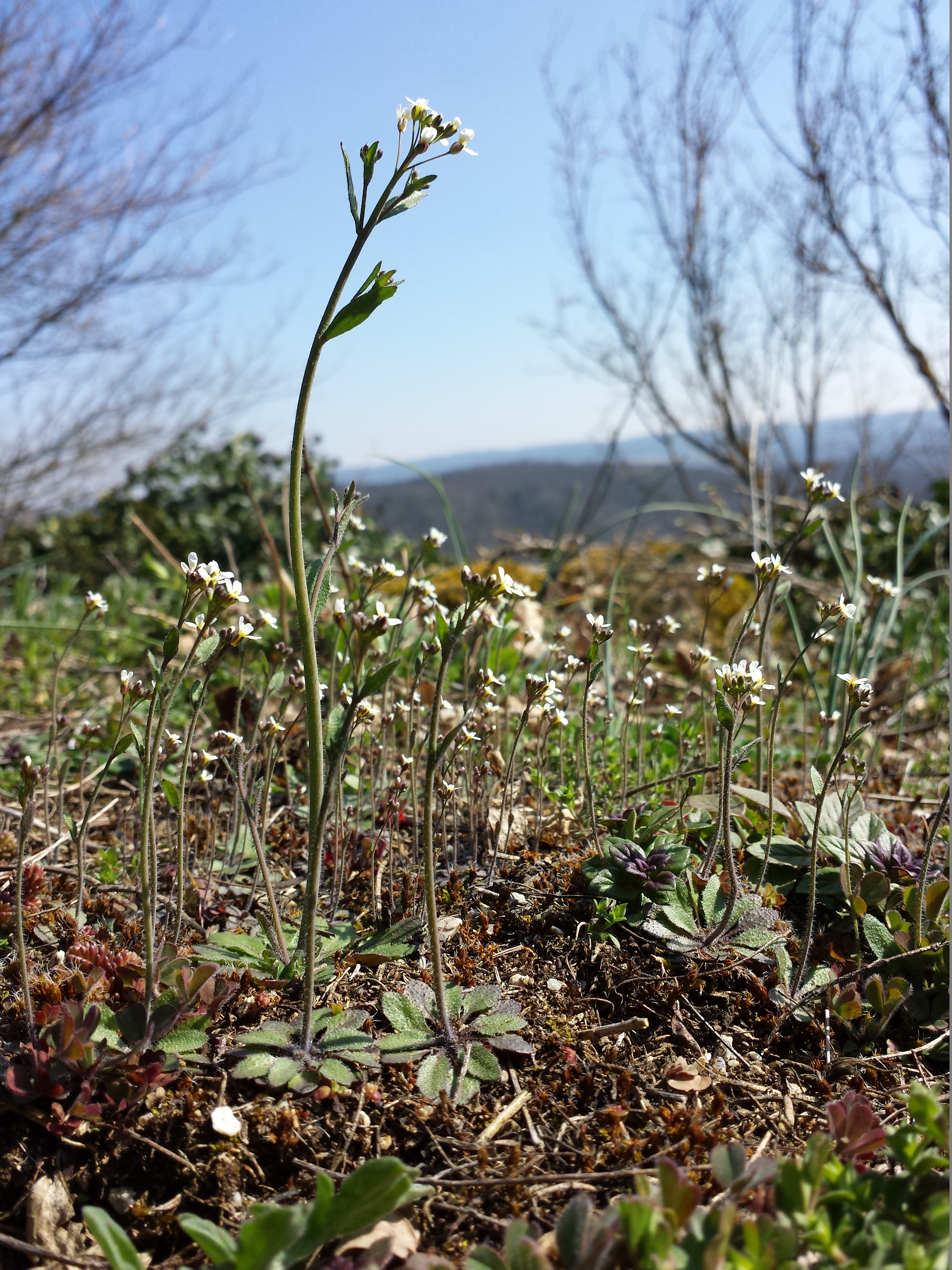
Acker-Schmalwand, Genom veröffentlicht 2000
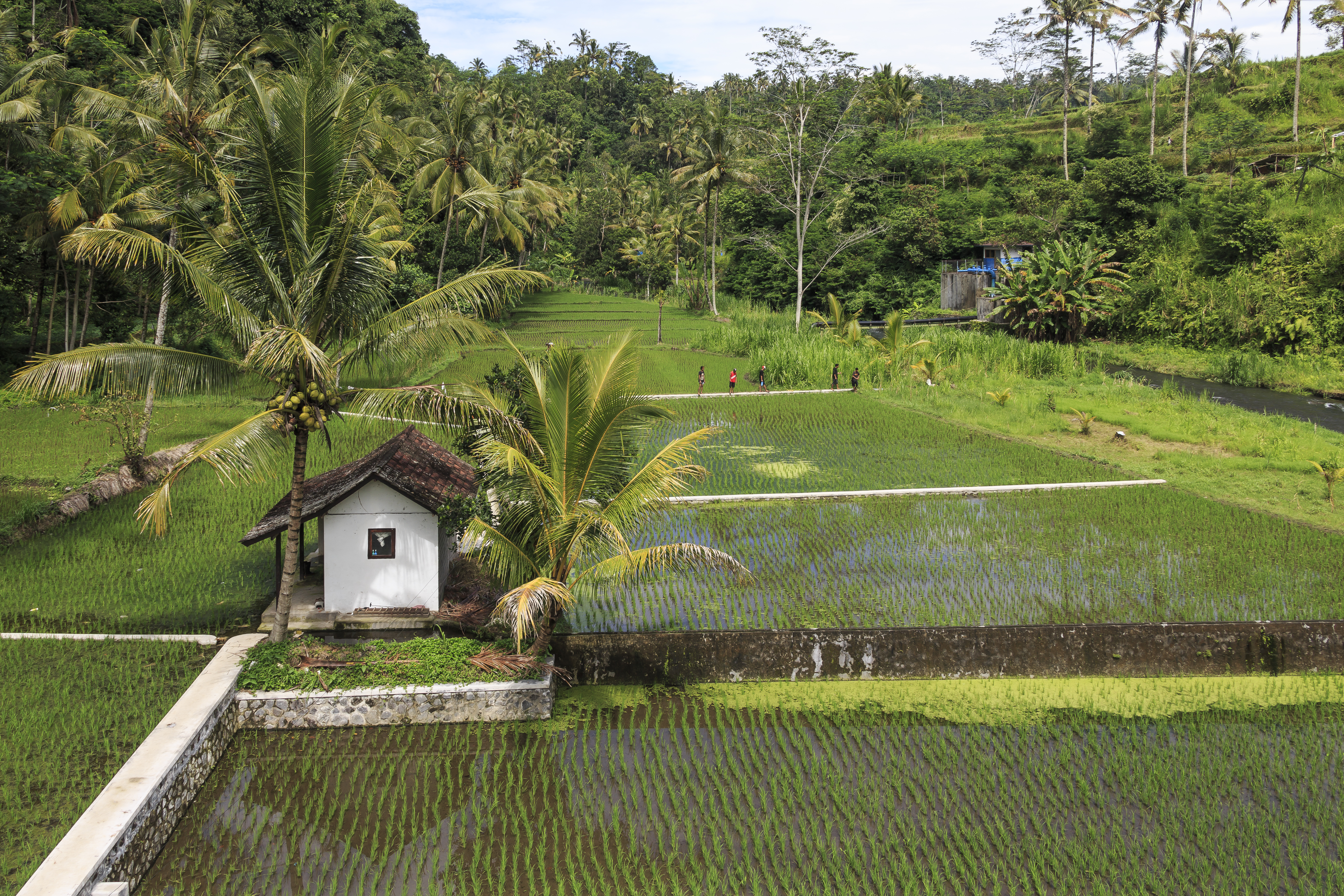
Reis, 2002
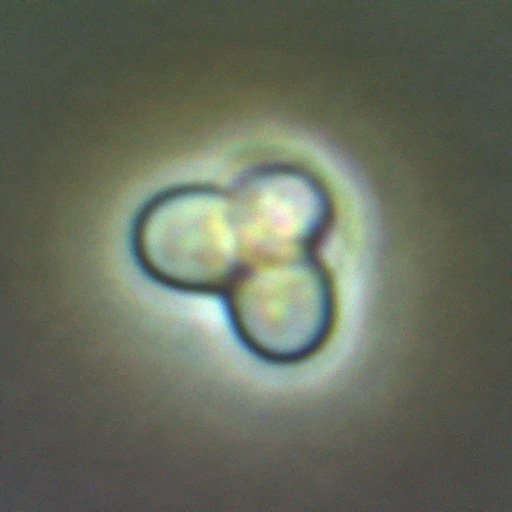
Rotalge Cyanidioschyzon merolae, 2004
- Grünalge Ostreococcus tauri, 2006
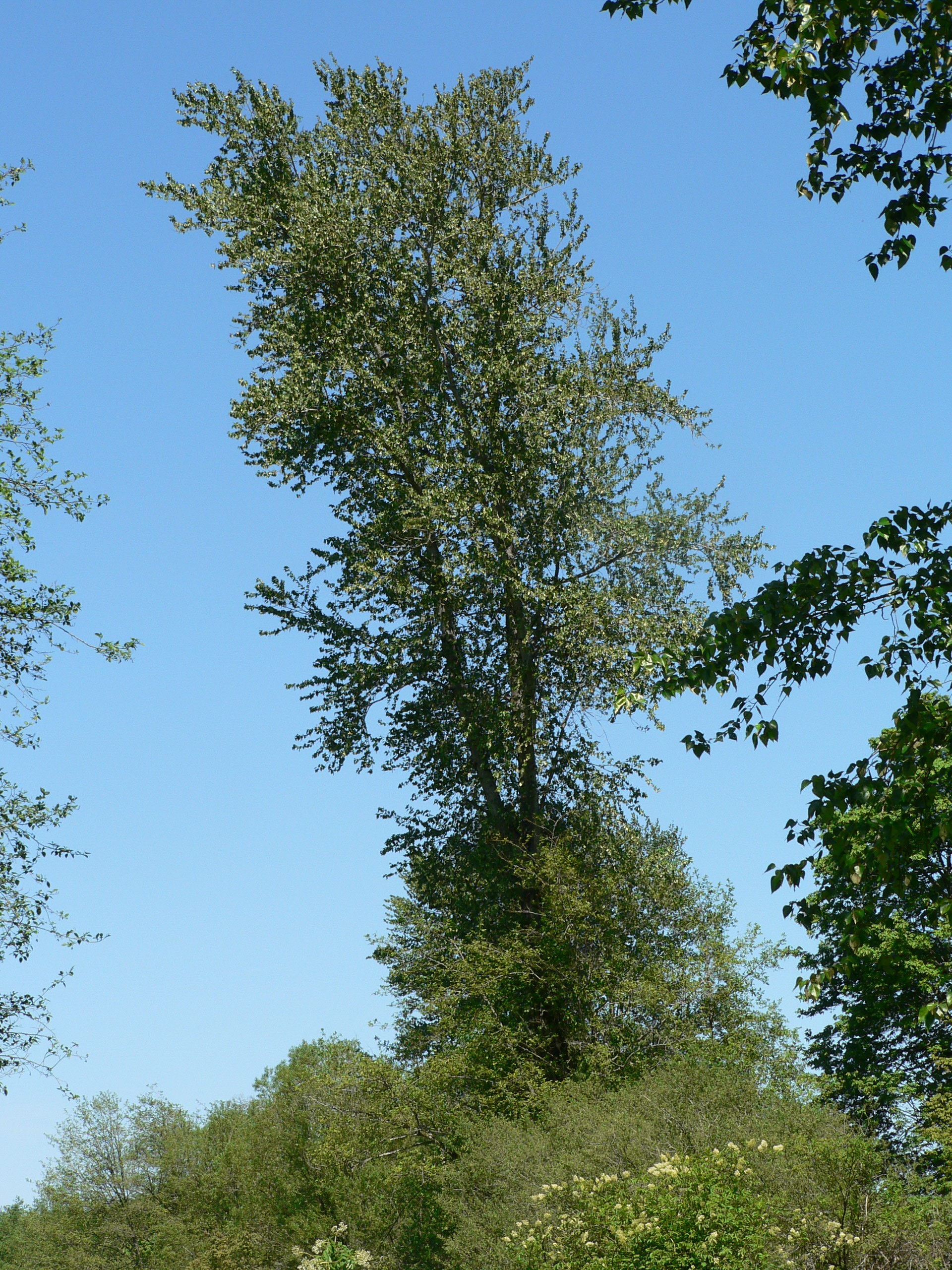
Westliche Balsam-Pappel, 2006

## Protisten
Aufgelistet sind die neun Protisten, deren Genom zuerst sequenziert wurde.
| Organismus                                      | Typ           | Relevanz                    | Größe des Genoms                    | vorhergesagte Anzahl von Genen | Organisation | Jahr der Sequenzierung |
| ----------------------------------------------- | ------------- | --------------------------- | ----------------------------------- | ------------------------------ | --- | ---------------------- |
| Guillardia theta                                | Cryptomonad   | Modellorganismus            | 551 kbp nucleomorph (nur das Genom) | 465                            | Canadian Institute of Advanced Research, Philipps-University Marburg und die University of British Columbia           | 2001                   |
| Plasmodium falciparum Clone:3D7                 | Apicomplexa   | Humanpathogen (Malaria)     | 22.9 Mb                             | 5 268                          | Malaria Genome Project Consortium                                                                                     | 2002                   |
| Plasmodium yoelii yoelii Strain:17XNL           | Apicomplexa   | Nagetier-Pathogen (Malaria) | 23.1 Mb                             | 5 878                          | TIGR und NMRC | 2002                   |
| Cryptosporidium hominis Strain:TU502            | Apicomplexa   | Humanpathogen               | 10.4 Mb                             | 3 994                          | Virginia Commonwealth University                                                                                      | 2004                   |
| Cryptosporidium parvum C- or genotype 2 isolate | Apicomplexa   | Humanpathogen               | 16.5 Mb                             | 3 807                          | UCSF und University of Minnesota                                                                                      | 2004                   |
| Thalassiosira pseudonana Strain:CCMP 1335       | Diatom        | Modellorganismus            | 34.5 Mb                             | 11 242                         | Joint Genome Institute und die University of Washington                                                               | 2004                   |
| Trypanosoma cruzi Strain:CL-Brener              | Kinetoplastid | Humanpathogen               | 67 Mb                               | 22 570                         | The Institute for Genome Research (TIGR), Karolinska Institutet (KI) und Seattle Biomedical Research Institute (SBRI) | 2005                   |
| Trypanosoma brucei Clone:TREU 927/4             | Kinetoplastid | Humanpathogen               | 26 Mb                               | 9 068                          | Wellcome Trust Sanger Institute und The Institute for Genome Research (TIGR)                                          | 2005                   |
| Leishmania major Strain: Friedlin               | Kinetoplastid | Humanpathogen               | 32.8 Mb                             | 8 272                          | Wellcome Trust Sanger Institute und Seattle Biomedical Research Institute (SBRI)                                      | 2005                   |